# لیام کیلین
لیام کیلین (انگلیسی: Liam Killeen؛ زادهٔ ۱۲ آوریل ۱۹۸۲) دوچرخه‌سوار اهل بریتانیا است.
وی در مسابقات کشوری و بین‌المللی در مجموع برندهٔ ۱ مدال طلا، ۱ مدال نقره، ۱ مدال برنز شده‌است.